# Dolný Bar
Dolný Bar es un municipio del distrito de Dunajská Streda en la región de Trnava, Eslovaquia, con una población estimada a final del año 2024 de 1023 habitantes.
Se encuentra ubicado al sur de la región, cerca de los ríos Danubio y Váh, y de la frontera con Hungría y la región de Bratislava.

## Demografía
| Año        | 1994 | 2004     | 2014    | 2024     |
| ---------- | ---- | -------- | ------- | -------- |
| Población  | 474  | 560      | 610     | 1023     |
| Diferencia |      | +18,14 % | +8,92 % | +67,70 % |

| Año        | 2023 | 2024    |
| ---------- | ---- | ------- |
| Población  | 989  | 1023    |
| Diferencia |      | +3,43 % |